# Rocky și Mugsy
Rocky și Mugsy sunt două personaje fictive ale studiourilor: "Warner Bros.", "Looney Tunes" și "Merrie Melodies". Ei au fost creați de Friz Freleng.
Ca regizor, Friz Freleng s-a distrat creând adversari noi pentru Bugs Bunny, deoarece el a simtit ca inamicii lui Bugs, cum ar fi Beaky Uliul și Elmer Fudd (care au apărut în mai multe desene ale lui Freleng ce-au fost comun realizate), sunt prea stupizi să-i dea iepurelui atât de multe necazuri adevărate. Considerat revoluționar pentru aproape toate desenele animate de la sfârșitul anilor 1940, Yosemite Sam nu a fost încă dovedit capabil să îndeplinească pe deplin intențiile creatorului său. Freleng a introdus aceste două personaje ca o perechie de bandiți în desenul din 1946, intitulat "Racketeer Rabbit". În acest desen animat, Bugs a decis să-și caute o casă nouă, dar cea pe care a ales-o este, din nefericire, ocupată de doi tâlhari. Aici, personajele sunt numite "Rocky" (desenat după Edward G. Robinson) și "Hugo" (o clonă a lui Peter Lorre). Acestea sunt interpretate de Mel Blanc. 
Aparițiile lor: 
- Racketeer Rabbit (1946) – prezintă un prototip al lui Rocky.
- Golden Yeggs (1950) – primul desen animat al lui Rocky, dar și singurul unde e pus alături de Daffy Duck și Porky Pig.
- Catty Cornered (1953) – singurul desen animat unde ambii sunt puși alături de Sylvester și Tweety.
- Bugs and Thugs (1954) – primul desen animat al lui Mugsy.
- Satan's Waitin' (1954)
- Napoleon Bunny-Part (1956) – Mugsy arătat în trecere ca paznic.
- Bugsy and Mugsy (1957)
- The Unmentionables (1963) – ultima apariție a lui Rocky și Mugsy.